# George K. Arthur
George K. Arthur est un acteur et producteur de cinéma britannique, né le 27 janvier 1899 à Littlehampton (Royaume-Uni), mort le 24 juin 1985 à New York (États-Unis).

## Filmographie

### Comme acteur
- 1919 : Coquin de printemps (Spring Fever) de Hal Roach
- 1921 : Kipps de Harold M. Shaw : Arthur Kipps
- 1921 : A Dear Fool (en) d'Harold M. Shaw : John Denison
- 1922 : A Dear Fool d'Harold M. Shaw  de William S. Charlton et Edward R. Gordon : Johnny O'Hara
- 1922 : Lamp in the Desert (en) de Floyd Martin Thornton (en) : Tony Denvers
- 1922 : Flames of Passion (en) de Graham Cutts : Friend
- 1922 : The Wheels of Chance (en) de Harold M. Shaw : Hoopdriver
- 1923 : The Cause of all the Trouble d'Edward W. Roberts (en) : Jimmy Rodney
- 1923 : Javalie le mystérieux (Madness of Youth) de Jerome Storm : Ted Banning
- 1923 : Hollywood de James Cruze : Lem Lefferts
- 1923 : Paddy the Next Best Thing (en) de Graham Cutts : Playboy
- 1924 : Flames of Desire de Denison Clift : Lionel Caryll
- 1925 : Les Chasseurs de salut (The Salvation Hunters) de Josef von Sternberg : Le garçon
- 1925 : La Dame de la nuit (Lady of the Night) de Monta Bell : Chunky Dunn
- 1925 : La Grande Parade (The Big Parade) de King Vidor
- 1925 : Les Feux de la rampe (Pretty Ladies) de Monta Bell : Roger Van Horn
- 1925 : Sa sœur de Paris (Her Sister from Paris) de Sidney Franklin : Robert Well
- 1925 : Sun-Up d'Edmund Goulding : Stranger
- 1925 : Lights of Old Broadway de Monta Bell : Andy
- 1926 : Irene de Alfred E. Green : Madame Lucy
- 1926 : The Exquisite Sinner de Josef von Sternberg et Phil Rosen : Colonel's orderly
- 1926 : Kiki de Clarence Brown : Adolphe
- 1926 : Le Balourd (The Boob) de William A. Wellman : Peter Good
- 1926 : Son premier succès (Sunny Side Up) de Donald Crisp : Bert Jackson
- 1926 : The Boy Friend (en) de Monta Bell : Book Agent
- 1926 : Maître Nicole et son fiancé (The Waning Sex) de Robert Z. Leonard : Hamilton Day
- 1926 : Almost a Lady de E. Mason Hopper : Bob
- 1926 : Bardelys le magnifique (Bardelys the Magnificent) de King Vidor : St. Eustache
- 1926 : When the Wife's Away de Frank R. Strayer : Billy Winthrop
- 1927 : Lovers? de John M. Stahl : Pepito
- 1927 : Rookies de Sam Wood : Greg Lee
- 1927 : Tillie the Toiler de Hobart Henley : Mr. Whipple
- 1927 : The Gingham Girl de David Kirkland : Johnny Cousins
- 1927 : Le Prince étudiant (The Student Prince in Old Heidelberg) de Ernst Lubitsch : Drunk student
- 1927 : Le Temps des cerises (Spring Fever) de Edward Sedgwick : Eustace Tewksbury
- 1928 : Mon bébé (Baby Mine) de Robert Z. Leonard : Jimmy Hemingway
- 1928 : Wickedness Preferred (en) de Hobart Henley : Leslie
- 1928 : Le Plus Singe des trois (Circus Rookies) d'Edward Sedgwick : Francis Byrd
- 1928 : Mirages (Show People) de King Vidor : caméo
- 1928 : Detectives de Chester M. Franklin : Bellhop
- 1928 : Brotherly Love de Charles Reisner : Jerry
- 1929 : All at Sea (en) de Alfred J. Goulding : Rollo the Great
- 1929 : Chinoiseries (China Bound) de Charles Reisner : Eustis
- 1929 : La Fin de madame Cheyney (The Last of Mrs. Cheyney) de Sidney Franklin : George
- 1930 : Chasing Rainbows de Charles Reisner : Loster
- 1930 : The Rounder de J. C. Nugent : Alfred Brown
- 1930 : Men Without Skirts de Lewis R. Foster
- 1930 : Broken Wedding Bells de Lewis R. Foster
- 1930 : Dizzy Dates de Lewis R. Foster
- 1930 : Knights Before Christmas de Lewis R. Foster
- 1931 : Dumbbells in Derbies de Lewis R. Foster
- 1931 : Lime Juice Nights de Lewis R. Foster : Oscar
- 1932 : Where Is This Lady? (en) de  Victor Hanbury et Ladislas Vajda : Gustl Linzer
- 1933 : Oliver Twist de William J. Cowen : Toby Crackit
- 1933 : Pleasure Cruise de Frank Tuttle : Bellboy
- 1933 : Looking Forward de Clarence Brown : Mr. Tressitt, Salesman
- 1933 : Dans la purée de Londres (Blind Adventure) d'Ernest B. Schoedsack : Drunk at Party
- 1934 : Quand une femme aime (Riptide) de Edmund Goulding : Bertie Davis
- 1934 : Le Ministère des amusements (Stand Up and Cheer!) d'Hamilton MacFadden : Dance Director
- 1935 : Vanessa: Her Love Story (en) de William K. Howard : Porter

### Comme producteur
- 1952 : The Stranger Left No Card (en)
- 1953 : A Prince for Cynthia
- 1955 : On the Twelfth Day... (de)
- 1956 : The Bespoke Overcoat
- 1958 : Glas